# Port lotniczy Philip S.W. Goldson
Port lotniczy Philip S.W. Goldson – jeden z belizeńskich portów lotniczych, zlokalizowany w największym mieście kraju – Belize. Nazwany na cześć polityka i bojownika o niepodległość Belize Philipa Goldsona.

## Linie lotnicze i połączenia
- American Airlines (Dallas/Fort Worth, Miami)
- Atlantic Airlines (Honduras) (Tegucigalpa, La Ceiba, Roatan, San Pedro Sula)
- Continental Airlines (Houston-Intercontinental, Newark)
- Delta Air Lines (Atlanta)
  - Delta Connection obsługiwane przez Atlantic Southeast Airlines (Atlanta)
- Maya Island Air (Caye Caulker, Caye Chapel, Corozal, Dangriga, San Pedro Sula, Placencia, Punta Gorda, San Pedro Ambergris Caye, Savannah)
- TACA (Houston-Intercontinental, San Pedro Sula, San Salvador)
- Skyservice (Toronto-Pearson) [sezonowe]
- Tropic Air (Caye Caulker, Corozal, Dangriga, Kanantik, Placencia, Punta Gorda, San Pedro Ambergris Caye, Sarteneja)
- US Airways (Charlotte)